# 2008年夏季奧林匹克運動會馬術比賽—個人盛裝舞步賽
2008年夏季奧林匹克運動會馬術比賽－個人盛裝舞步賽於2008年8月13日、8月14日、8月16日、8月19日在香港的香港奧運馬術場舉行。

## 獎牌榜

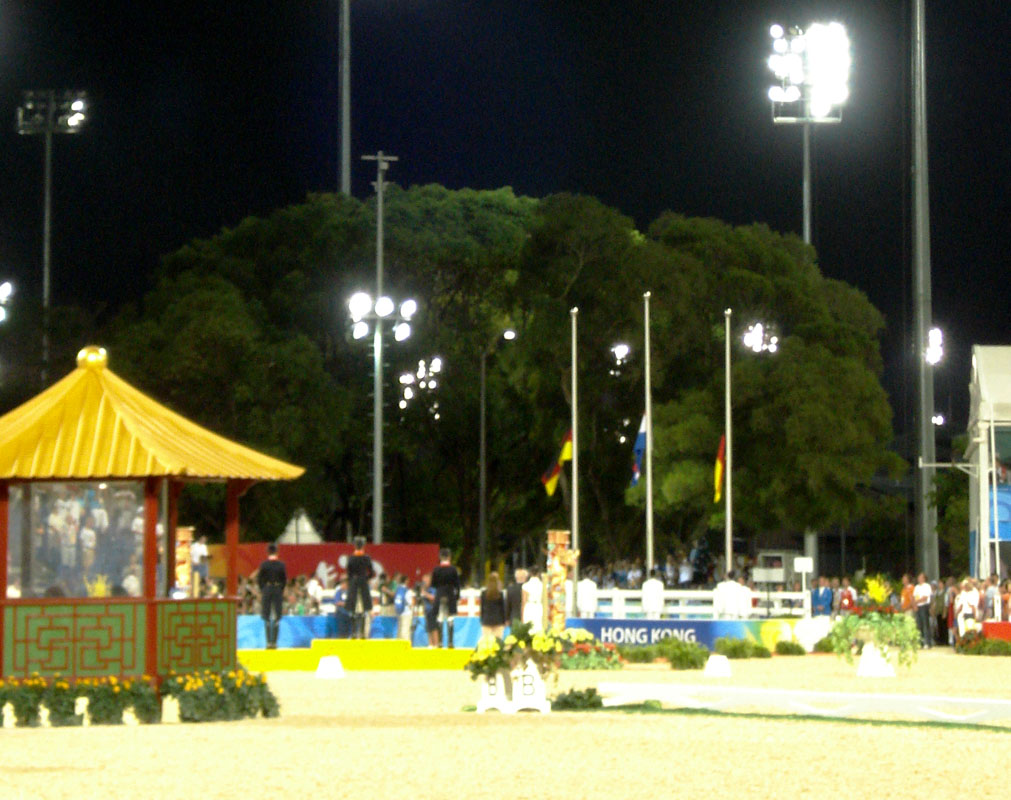
2008年夏季奧林匹克運動會馬術比賽－個人盛裝舞步賽頒獎儀式

| 獎牌 | 運動員                            | 成績     |
| 金牌 | 安基·（荷兰） · 座騎：Salinero    | 78.680分 |
| 銀牌 | 伊莎贝尔·魏斯（德国） · 座騎：Satchmo | 76.650分 |
| 銅牌 | 海克·（德国） · 座騎：Bonaparte   | 74.455分 |